# M. Jodi Rell

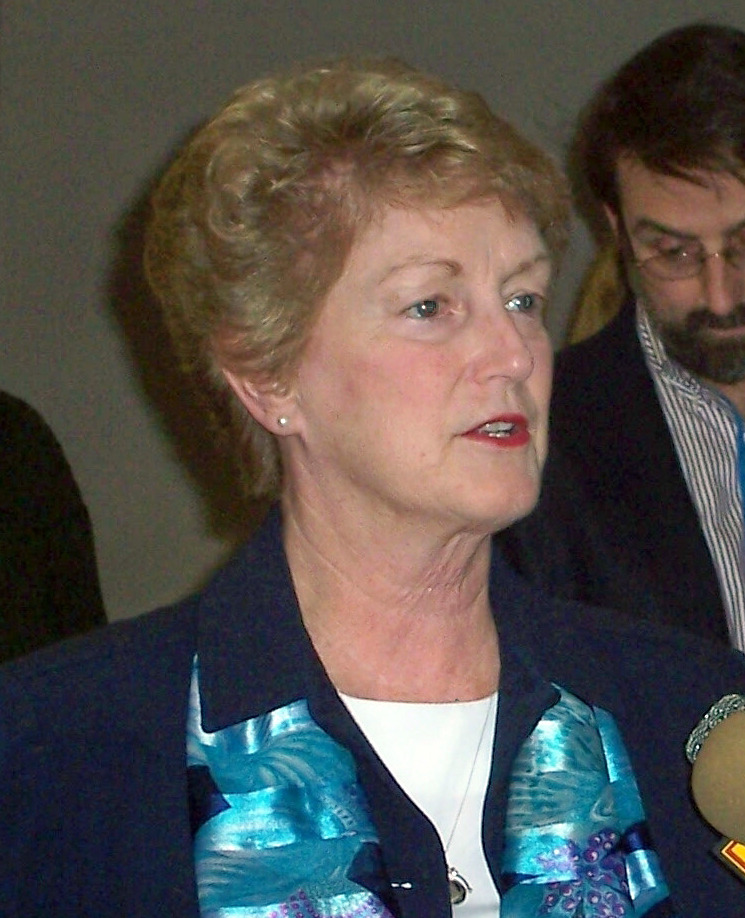
M. Jodi Rell (2007)

Mary Jodi Rell (* 16. Juni 1946 in Norfolk, Virginia als Mary Carolyn Reavis; † 20. November 2024 in Florida) war eine US-amerikanische Politikerin der Republikanischen Partei. Rell wurde am 1. Juli 2004 zur 87. Gouverneurin des Bundesstaates Connecticut gewählt und übte dieses Amt bis zum 5. Januar 2011 aus. Zuvor war sie Vizegouverneurin unter Gouverneur John G. Rowland gewesen, bis dieser aufgrund einer Korruptionsuntersuchung von seinem Amt zurücktrat.

## Leben
Sie besuchte die Old Dominion University, die sie 1967 verließ, als sie Lou Rell, einen Piloten des Marine Corps, heiratete. Sie zog 1969 nach Brookfield und besuchte später die Western Connecticut State University. 2001 erhielt sie einen Ehrendoktor von der University of Hartford.
Sie starb im November 2024 im Alter von 78 Jahren.

## Politische Laufbahn
Rell war von 1985 bis 1995 Abgeordnete im Repräsentantenhaus von Connecticut. 1994 wurde sie zur Vizegouverneurin von Connecticut gewählt, 1998 und 2002 gelang ihr jeweils die Wiederwahl. Nach dem Rücktritt von Gouverneur Rowland wurde Rell zu dessen Nachfolgerin ernannt und am 7. November 2006 im Amt bestätigt. Im November 2009 gab sie bekannt, dass sie für eine weitere Kandidatur nicht zur Verfügung stehen und somit im Januar 2011 aus dem Amt scheiden werde. Ihr Nachfolger wurde der Demokrat Dan Malloy.
Rell galt als eine liberale Republikanerin und im finanzpolitischen Bereich als konservativ. Als Gouverneurin unterzeichnete Rell am 20. April 2005 ein Gesetz, das im Bundesstaat Connecticut Eingetragene Partnerschaften („Civil Unions“) erlaubte. Das Gesetz gibt homosexuellen Paaren alle Rechte, Verantwortungen und Privilegien, die einem heterosexuellen Paar zustehen, eingeschlossen dem Recht zur Adoption.
Mit der Hinrichtung des Serienkillers Michael Ross am 13. Mai 2005 wurde die Todesstrafe das erste Mal seit 1960 in den Neuenglandstaaten vollzogen. Sie galt als Befürworterin der Todesstrafe und lehnte eine Begnadigung ab. Rell unterstützte das Bildungsgesetz No Child Left Behind Act.